# هرلد هاربر (مریلند)
هرلد هاربر (به انگلیسی: Herald Harbor) شهری در ایالت مریلند کشور ایالات متحده آمریکا است که جمعیت آن در سرشماری سال ۲۰۱۰ میلادی، ۲٬۶۰۳ نفر بوده‌است.